# Boophis microtympanum
A Boophis microtympanum a kétéltűek (Amphibia) osztályába, a békák (Anura) rendjébe és az aranybékafélék (Mantellidae) családjába tartozó faj.

## Előfordulása
A faj Madagaszkár endemikus faja. A sziget déli részének hegységeiben, 1400–2400 m-es magasságban honos.

## Megjelenése
Közepes méretű békafaj. A hímek hossza 27–30 mm, a nőstényeké 33–42 mm. Háti bőre sima. Színe zöld vagy világosbarna, szabálytalan barna foltokkal, melyeket világosabb barna szegély vesz körül. A nőstények színe élénkebb zöld. A hímeknek pigment nélküli hüvelykvánkosa és egyetlen, enyhén nyújtható hanghólyagja van.